# Caso de las Chiong
El caso de las Chiong fue un caso de violación y asesinato ocurrido en Filipinas.
El 3 de febrero del 2004, la Corte Suprema de Filipinas condenó a muerte con inyección letal al ciudadano español-filipino Francisco Juan Larrañaga (Paco) y a otras seis personas, acusados del secuestro y asesinato de Marijoy y Jacqueline Chiong el 16 de julio de 1997 en la ciudad de Cebú.
Larrañaga declaró que él estaba en otra ciudad, que llegó a la ciudad de Cebú el 17 de julio y que aparece registrado en las líneas aéreas PAL. Hubo más de una decena de testigos que testificaron que estaba demasiado alejado de Cebú para haber podido cometer el crimen.
Rowena Bautista, profesora la escuela de CCA, atestiguó que Paco hizo unos exámenes durante el día en Ciudad Quezon, una localidad alejada de la escena del crimen. Los amigos declararon también que Paco estuvo con ellos la noche en la que ocurrieron los asesinatos.
El 5 de octubre de 2009 abandonó definitivamente las cárceles filipinas, después de un acuerdo entre los gobiernos para que cumpla la condena en España.